# ArcelorMittal Fos-sur-Mer
ArcelorMittal Fos-sur-Mer est une usine métallurgique du Sud de la France, dans la ville de Fos-sur-Mer. Située près de l'embouchure du Rhône, elle a été fondée au début des années 1970 par la société Solmer. Elle est, avec ArcelorMittal Dunkerque, l'une des deux grandes aciéries de France.
L'usine métallurgique intégrée comprend une cokerie, une installation d'agglomération, deux hauts fourneaux, deux installations de coulée continue, un laminoir à chaud, des installations de finition (décapage, skin-pass, cisaillage, refendage), mais ne dispose pas, à la différence d'ArcelorMittal Dunkerque (Mardyck), de capacité de laminage à froid pour la suite du processus.
Avec une production en 2014 de 3,914 millions de tonnes d'acier, sous forme de bobines et de tubes, l'unité de Fos-sur-Mer d'ArcelorMittal Méditerranée retrouve son niveau de production de 2006.
L'entreprise est assignée en justice en 2018 pour des infractions environnementales répétées.
En 2022, ArcelorMittal investit 73 millions d'euros dont 15 millions d'euros d'aides de l’État pour construire un four-poche permettant de substituer le minerai de fer par de l'acier recyclé et ainsi réduire de 10 % les émissions de CO2 de son site dès 2025. Le four est inauguré le 26 septembre 2024, lors de la cérémonie d'anniversaire des 50 ans de l'usine.
Le 10 octobre 2023, le haut fourneau 1 est mis temporairement à l'arrêt à la fois « pour des raisons techniques » et à cause de la conjoncture du marché de l'acier. L'arrêt de ce haut fourneau, déjà entrepris entre décembre 2022 et avril 2023 pour les mêmes raisons écomomiques, vise à adapter la marche de l'usine à la demande du marché. Mais, quelques mois plus tard, l'entreprise annonce prolonger cet arrêt jusqu'en 2026, invoquant les subventions massives accordées aux sidérurgistes chinois et américains, et le coût des quotas carbone.
En mars 2024, la batterie n°3 de la cokerie, la plus petite et la plus récente (18 fours, mise en service en août 2006), est mise définitivement à l'arrêt, la prolongation de l'arrêt du HF1 imposant un redimensionnement de la cokerie.
D'ici 2030 l'objectif est de réduire les émissions de son site de 35 % en dotant l'usine d'un four à arc électrique, pour un investissement de plusieurs centaines de millions d'euros.